# 見瀬辰平
見瀬 辰平（みせ たつへい、1880年3月16日 - 1924年8月3日）は真珠の養殖技術者、真円真珠発明者。
三重県度会郡神原村大字山原で森本岡平の4男として生まれる。11歳の時、志摩郡的矢村渡鹿野島（現志摩市）の見瀬弥助の養子となった。始めは船大工の仕事をしていたが、養父が出稼ぎ先のオーストラリアで真珠が有望な産業であったと語り、以後真珠に興味を持つようになった。
真円真珠の研究結果がはじめて公表されたのは見瀬による1907年（明治40年）の特許12598号によってであった。
1902年（明治35年）5月、神明村（現・志摩市）から真珠貝15,000個を的矢湾に移植し円形真珠形成の研究を開始。
1904年（明治37年）、養殖に成功した円形真珠を携えて伊谷以知二郎、岸上鎌吉に示している（1923年（大正12年）、養殖真珠誌の稿による）。

## 真珠に関する特許
1907年（明治40年）、真円真珠の特許を出願（特許38318号）するが西川藤吉の特許に抵触するとして紛争となる。そのため、まず器具の特許をとる事にした。これが前述の特許12598号である。この紛争は、先に発明した西川藤吉か先に出願した見瀬辰平か、という争いで、先発明主義か先願主義かいう意味では、日本で初の争いであった。
1908年（明治41年）9月2日、調停の末、西川藤吉名で特許を取得した後、特許を共有する契約が成立する。見瀬には不利な決着であった。このことについて見瀬は自身の手記で「西川藤吉は病気により死期が迫っており早期に解決しなければいけない。」「真珠養殖の発展のために紛争を長引かせてはいけない」と書いていて、見瀬の人間性をかいま見ることができる。「人物叢書 御木本幸吉」を書いた大林日出雄は「研究者・発明家としても、事業家としても、はがゆいほどの態度」と書いている。
この特許は海外では「Mise-Nishikawa Method」として知られている。
1919年（大正8年）にフランスで「第501447号真珠形成方法」、1920年（大正9年）にアメリカで「第39506号真珠形成方法」の特許を取得している。これらは真珠に関して日本人で初めて外国で取得した特許となる。

## 事業の失敗
事業家としての見瀬は失敗の連続であった。

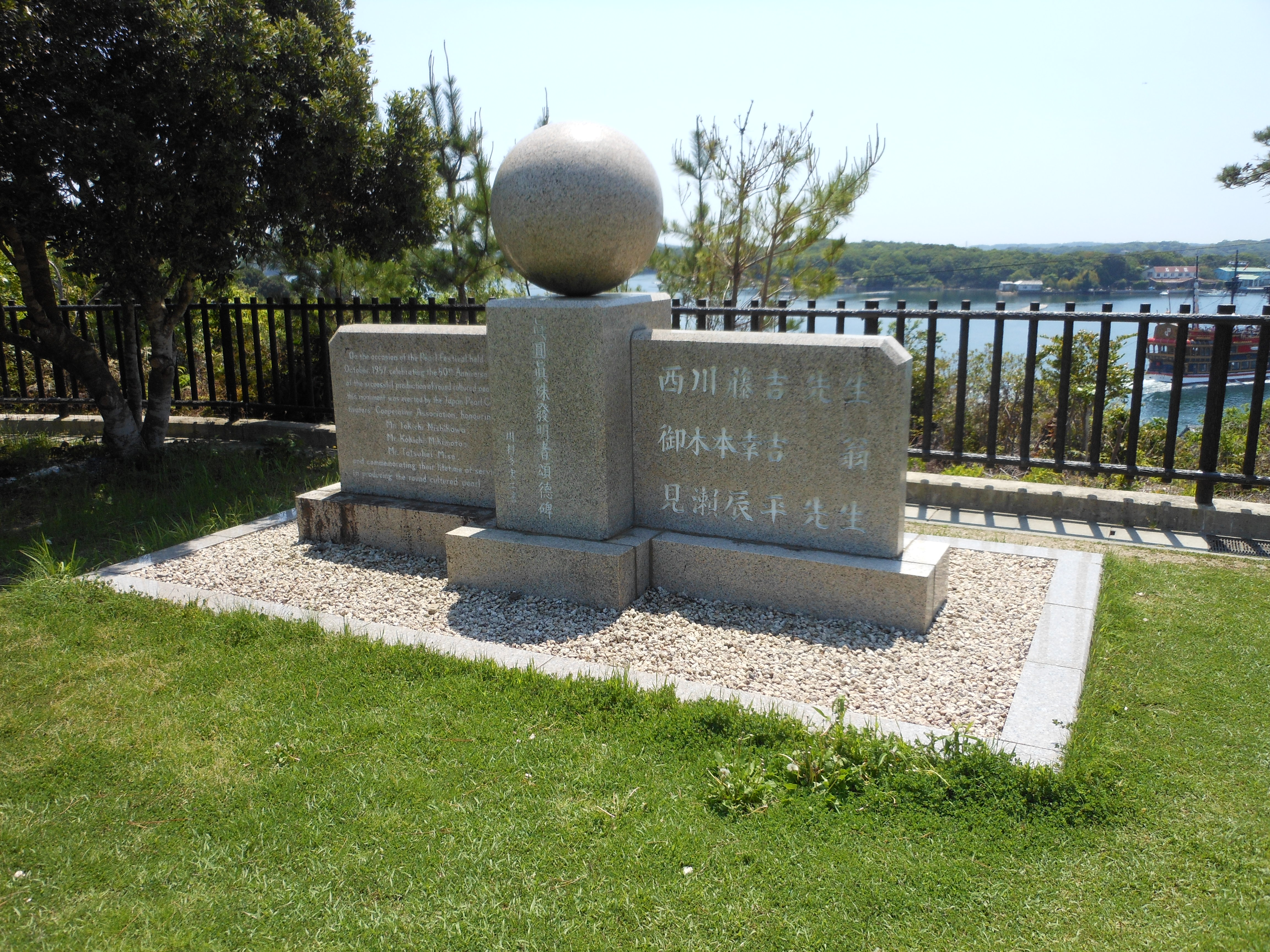
真円真珠発明頌徳碑（円山公園）

1911年（明治44年）、的矢湾に設立しようとした見瀬真珠株式会社は真珠養殖事業の独占を図っていた御木本の特許侵害を理由とする妨害に遭い破産寸前に追いやられ、新聞に「真珠研究者相州逗子の浦にて、投身す」という誤報がでた。
1915年（大正4年）的矢湾鶴舞に鶴舞養殖場」を設立したが出資者の破産により経営不振となった。堤康次郎が、その株式の過半数を握って「大日本円形真珠株式会社」を設立するが、堤康次郎が突然手を引いたため、養殖事業は失敗した。
1920年（大正9年）、義兄の森本要助・佐藤忠勇と、的矢湾真珠養殖株式会社を設立する。事業は軌道にのらず、佐藤は牡蠣養殖（的矢かき）に転向した。現在、佐藤養殖場として全国に知られている。
晩年は特許権の分権契約金と、使用料で余生を送った。
三重県賢島の「眞圓眞珠發明者頌徳碑」に真円真珠の発明者として見瀬辰平・西川藤吉・御木本幸吉の3人の名が刻まれている。